# Walter von Reichenau

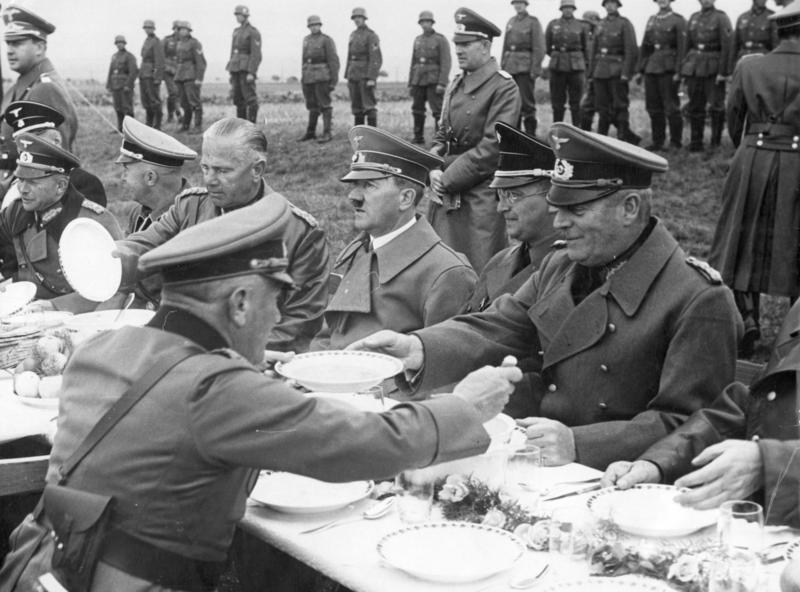
Tillsammans med bland andra Adolf Hitler avnjuter von Reichenau (barhuvad) den 3 oktober 1938 en måltid i det fria efter besättandet av Sudetenland. På Hitlers vänstra sida ses Konrad Henlein och Wilhelm Keitel.

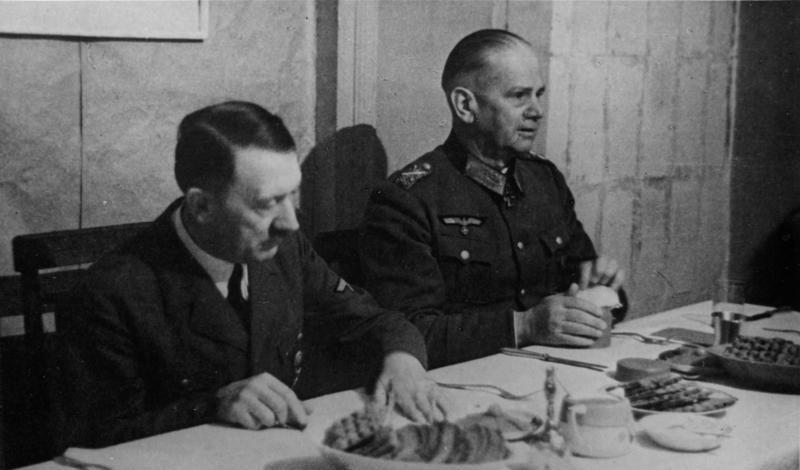
Adolf Hitler och Walter von Reichenau i 6:e arméns högkvarter i Zjitomir den 23 september 1941.

Walter von Reichenau, född 8 oktober 1884 i Karlsruhe, död 17 januari 1942 av hjärtstillestånd på väg till sjukhus med flygplan, var en tysk general. Han utsågs till generalfältmarskalk den 19 juli 1940 och var överbefälhavare för Armégrupp Süd från den 3 december 1941 till den 17 januari 1942.

## Biografi
Walter Karl Ernst August von Reichenau föddes 1884 i Karlsruhe som son till en preussisk generallöjtnant. Efter studentexamen tog von Reichenau 1903 värvning i armén och blev 1904 fänrik.

### Första världskriget
Under första världskriget tjänstgjorde von Reichenau på västfronten. von Reichenau förärades med Järnkorset av första klassen, och 1918 befordrades han till kapten.

### Mellankrigstiden
Under Weimarrepublikens era 1919–1933 var von Reichenau officer vid den tyska generalstaben. Från 1931 var han stabschef för signalinspektören vid det tyska försvarsministeriet. Kort därefter utsågs von Reichenau till stabschef för Wehrkries I i Ostpreussen, där han var underordnad general Werner von Blomberg. von Reichenaus farbror, Friedrich von Reichenau, som var hängiven nazist, presenterade honom för Adolf Hitler 1932. Inom kort anslöt sig von Reichenau till Nationalsocialistiska tyska arbetarepartiet (NSDAP); det var dock vid denna tid förbjudet för medlemmar av armén att gå med i politiska partier.
I mars 1935 sade Hitler unilateralt upp Versaillesfredens rustningsbegränsningar, vilket innebar att von Reichenaus karriär på allvar började få fart. Senare samma år befordrades von Reichenau till generallöjtnant och fick befäl över 7:e armékåren i München. I början av 1938 ägde den så kallade Blomberg-Fritschaffären rum. Krisen har fått sitt namn efter generalfältmarskalk Werner von Blomberg och generalöverste och arméöverbefälhavaren Werner von Fritsch vilka var inblandade i två, av varandra avhängiga, komprometterande skandaler. von Blomberg hade i januari 1938 gift sig med en ung kvinna, Erna Gruhn, som tidigare hade poserat i pornografiska sammanhang. När detta kom till Hitlers kännedom, krävde denne att von Blomberg skulle låta annullera äktenskapet, men von Blomberg vägrade. Göring hotade då med att offentliggöra Gruhns förflutna, och von Blomberg avgick kort därefter. Ungefär samtidigt som skandalen med von Blomberg pågick, riktade Heinrich Himmler och Reinhard Heydrich anklagelser om homosexualitet mot Werner von Fritsch. Anklagelserna saknade grund, men då dessa hade skamfilat von Fritschs rykte, kunde Hitler inte låta honom efterträda von Blomberg. von Fritsch valde att avgå den 4 februari 1938. Hitler hade nu blivit av med de två generaler som starkast motsatte sig ett krig.
Efter att krisen hade bedarrat föreslog Hitler att von Reichenau skulle efterträda von Fritsch som arméöverbefälhavare. Hitlers förtrogne inom Oberkommando der Wehrmacht, generalöverste Wilhelm Keitel och resten av generalerna protesterade emfatiskt mot detta förslag; de misstänkte att von Reichenau i lönndom planerade en omfattande omorganisation av de tyska försvarsstyrkorna.
Münchenavtalet, vilket ingicks mellan Tyskland, Storbritannien, Frankrike och Italien den 30 september 1938, innebar bland annat att Tjeckoslovakien skulle avstå det tyskspråkiga Sudetenland till Tyskland. von Reichenau var då överbefälhavare för 10. Armee och anförde besättandet några dagar senare. Han ledde samma armé då resten av Tjeckoslovakien annekterades den 15 mars 1939.

### Andra världskriget
Vid andra världskrigets utbrott den 1 september 1939 förde von Reichenau ånyo befälet för 10. Armee, som från Övre Schlesien marscherade norrut mot Warszawa. Den 8 september beordrade befälhavaren för 15:e infanteriregimentet, som tillhörde 10:e armén, att 300 polska krigsfångar i närheten av Ciepielów skulle arkebuseras som partisaner. Även civilpersoner massakrerades vid detta tillfälle. von Reichenau blev ursinnig vid vetskapen om detta tilltag och rapporterade till Hitler att han vägrade ha sådana enheter i sin armé. Kort före Polens kapitulation befordrades von Reichenau till generalöverste.
Våren 1940 ledde von Reichenau 6. Armee vid fälttåget mot Nederländerna, Belgien och Frankrike. Nederländerna och Belgien kapitulerade den 15 maj respektive den 28 maj, medan Frankrike besegrades den 24 juni. 6:e arméns huvudsakliga uppgift under fälttåget var att hålla ställningarna mot franska motanfall. Den 19 juli befordrades von Reichenau och elva andra arméledare av Adolf Hitler till generalfältmarskalk. von Reichenau mottog även en summa pengar, med vilken han förvärvade en bondgård i Torgau.

### Operation Barbarossa
I juli 1940 avslöjade Hitler för första gången sina intentioner att anfalla Sovjetunionen. Genom Molotov-Ribbentrop-pakten den 23 augusti 1939 hade Sovjetunionen och Tyskland ingått ett icke-aggressionsavtal, men detta tänkte Hitler bryta genom ett blixtkrig för att en gång för alla bringa bolsjevismen på knä. Även om von Reichenau var mycket skeptisk till ett angrepp på Sovjetunionen, deltog han i krigsplaneringen under Gerd von Rundstedt. Operation Barbarossa skulle inledas den 22 juni 1941.
Kort före startskottet för Operation Barbarossa drabbades von Reichenau av åderinflammation och blodpropp. Han hämtade sig dock tämligen snabbt och gav sig personligen in i striden i första slaget vid Charkiv som varade mellan den 20 och den 24 oktober 1941. 
På direkt order från Hitler hade specialstyrkor, Einsatzgruppen, anslutits till de i Operation Barbarossa deltagande tyska arméerna. Dessa Einsatzgruppen hade till uppgift att mörda judar, zigenare, ryska politruker, partisaner och andra för Nazityskland misshagliga individer. Sonderkommando 4a, inom Einsatzgruppe C, under befäl av SS-Standartenführer Paul Blobel följde i 6:e arméns spår. Med von Reichenaus goda minne mördade Sonderkommando 4a drygt nittio judiska barn i Bila Tserkva i centrala Ukraina genom arkebusering. Under två dagar i slutet av september 1941 företog Blobels Sonderkommando 4a en mycket omfattande massaker på judar utanför det besegrade Kiev. Vid Babij Jar sköt Sonderkommando 4a med assistans av 6:e armén ihjäl 33 771 judar. Efteråt prisade von Reichenau Sonderkommandots insatser.

## Reichenau-ordern
Den 10 oktober 1941 utfärdade von Reichenau en särskild order till de tyska trupperna i Ryssland. I ordern står det bland annat följande:
| ”                                                                | Den enskilde soldaten måste ha full förståelse för nödvändigheten av en sträng men rättfärdig hämnd på den omänskliga judendomen. Armén måste även inrikta sig på ett annat mål, d.v.s. kväsandet av revolter bakom frontlinjen. Erfarenheten har visat att dessa alltid genomförs av judar. | „ |
| – Generalfältmarskalk Walter von Reichenau, den 10 oktober 1941. | |   |

Adolf Hitler prisade denna order och uppmanade alla befälhavare på östfronten att ta till sig denna.
Hitler blev med tiden missnöjd med generalfältmarskalk Gerd von Rundstedts befäl över Armégrupp Süd; den 1 december 1941 övertog von Reichenau befälet och behöll därtill befälet över 6:e armén. Utan Hitlers vetskap beordrade von Reichenau att armégruppen skulle retirera från Rostov till floden Mius. Efter att generalfältmarskalk Walther von Brauchitsch den 19 december hade entledigats som överbefälhavare för armén fick Hitler förslaget att von Reichenau skulle utses till efterträdare. Hitler förkastade förslaget och menade att von Reichenau var för självständig i sina militärstrategiska beslutsfattanden.

## Död
Den 15 januari 1942 begav sig von Reichenau ut på sin dagliga löprunda vid högkvarteret för Armégrupp Süd vid Poltava. Han trotsade den stränga kylan, men fick senare under dagen en hjärnblödning. Hitler gav då order om att von Reichenau skulle transporteras med flyg till en klinik i Leipzig. Under denna flygning drabbades von Reichenau av en hjärtinfarkt och dog.
Walter von Reichenau hedrades med en statsbegravning och fick sin viloplats på Invalidenfriedhof i Berlin.

## Befordringsdatum
- Löjtnant: 18 augusti 1904
- Överlöjtnant: 18 augusti 1912
- Kapten: 28 november 1914
- Major: 1 juli 1923
- Överstelöjtnant: 1 april 1929
- Överste: 1 februari 1932
- Generalmajor: 1 februari 1934
- Generallöjtnant: 1 oktober 1935
- General der Artillerie: 1 oktober 1936
- Generalöverste: 1 oktober 1939
- Generalfältmarskalk: 19 juli 1940

## Utmärkelser
- Preussiska kronorden av fjärde klassen
- Järnkorset av andra klassen
- Järnkorset av första klassen
- Riddarkorset av Hohenzollerska husorden
- Livräddningsmedaljen
- Riddarkorset av Fredriksorden
- Hansakorset
- Militärförtjänstkorset
- Riksidrottsmärket
- Ärekorset
- Sudetenlandmedaljen med Pragspännet (Medaille zur Erinnerung an den 1. Oktober 1938 mit Spange Prager Burg)
- Riddarkorset: 30 september 1939
- Spänne till Järnkorset av andra klassen: september 1939
- Spänne till Järnkorset av första klassen: september 1939
- Omnämnd i Wehrmachtbericht
- Wehrmachts tjänsteutmärkelse av första klassen